# Danny Oakes
Danny Oakes (ur. 18 lipca 1911 w Santa Barbara, zm. 13 stycznia 2007 w Huntington Beach) – amerykański kierowca wyścigowy.

## Życiorys
Jako chłopiec był dostarczycielem gazet. Sportami motorowymi zainteresował się, kiedy jako nastolatek pewnego dnia w Santa Barbara zobaczył wyścigowe Fordy T. Na początku lat 30. przeprowadził się do Los Angeles.
Ściganie się rozpoczął na torze Legion Ascot Speedway. W 1932 roku rozpoczął uczestnictwo w klasie C, przeznaczonej dla początkujących. Po zamknięciu toru Ascot w 1936 roku skoncentrował się na wyścigach midgetów, trzykrotnie zostając mistrzem Wybrzeża Pacyfiku. Podczas II wojny światowej był inspektorem lotniczym w Lockheed. Po zakończeniu wojny wznowił ściganie się midgetami, wznawiając kontakt z poznanym w 1934 roku Dannym Hoganem, który zaoferował mu rywalizację jego samochodem. W efekcie w 1945 roku Oakes wygrał wyścig Turkey Night – będący najbardziej prestiżowym wyścigiem midgetów na Zachodnim Wybrzeżu – wyprzedzając w ostatniej fazie Perry'ego Grimma. Następnie zwyciężył w wyścigu na torze 16th Street Speedway w Indianapolis, startując z ostatniego miejsca.
Po raz pierwszy pełnowymiarowy samochód wyścigowy Oakes prowadził w 1952 roku podczas egzaminu dla debiutantów przed Indianapolis 500. Test zdał, jednak do wyścigu nie zakwalifikował się Ferrari, które wcześniej prowadził Johnnie Parsons. Po tym fakcie pomagał Alberto Ascariemu w przygotowaniu samochodu na wyścig. W tym samym roku ścigał się Kurtis Kraftem na torach Southland i Centennial, zajmując odpowiednio dwunaste i trzynaste miejsce. W 1953 roku ponownie nie zakwalifikował się do Indianapolis 500, finiszował natomiast jako jedenasty w wyścigu Illinois State Fairgrounds oraz czternasty na torze Milwaukee Mile. W 1954 roku uczestniczył w kwalifikacjach do wyścigu Indianapolis 500. Po nieudanej próbie zakwalifikowania się Ferrari, podjął próbę Kurtis Kraftem, należącym do Johnny'ego Balcha. Próba nie powiodła się, a do zakwalifikowania się Oakesowi brakło 0,08 sekundy. Mechanik Balcha, Willie Utzman, na zarzuty kierowcy, iż samochód ma za mało mocy odpowiedział, iż Oakes zbyt słabo dociskał pedał gazu. Te komentarze sprowokowały Oakesa do zakończenia kariery jako kierowca Indianapolis.
W 1955 roku powrócił do ścigania się midgetami. W 1959 roku po raz ostatni zdobył tytuł mistrza Wybrzeża Pacyfiku. W 1960 roku został głównym mechanikiem Jima Hurtubise'a, który wówczas debiutował w Indianapolis 500; kierowca zakwalifikował się na 23. miejscu i jechał siódmy, kiedy na 186. okrążeniu doszło w jego samochodzie do wycieków oleju. W 1961 roku był głównym mechanikiem Billa Cheesbourga, który rozbił się na 51. okrążeniu. W roku 1963 pracował jako mechanik Troya Ruttmana, który ukończył zawody jako dwunasty. Rok później był mechanikiem debiutanta Johnny'ego White'a, który finiszował czwarty. W 1965 roku Oakes pracował dla Paula Goldsmitha, który wycofał się z wyścigu z powodu awarii.
W połowie lat 60. rozpoczął rywalizację w wyścigach łodzi. Sport ten uprawiał przez dziesięć lat. W 1996 roku został wcielony do National Midget Auto Racing Hall of Fame. W 2000 roku doznał udaru mózgu, po czym doznał choroby serca. Zmarł w 2007 roku.
Był pięciokrotnie żonaty, przeżywając każdą ze swoich żon.

## Wyniki
| Legenda oznaczeń w tabelach wyników Wyświetl szablon na nowej stronie | Legenda oznaczeń w tabelach wyników Wyświetl szablon na nowej stronie                                                                     |
| Oznaczenie                                                            | Wyjaśnienie |
| --------------------------------------------------------------------- | --- |
| Złoty                                                                 | Zwycięzca lub mistrzostwo |
| Srebrny                                                               | 2. miejsce lub wicemistrzostwo |
| Brązowy                                                               | 3. miejsce lub II wicemistrzostwo |
| Zielony                                                               | Ukończył, punktował (w klasyfikacji generalnej, gdy zdobył co najmniej jeden punkt na przestrzeni sezonu, poza trzema powyższymi opcjami) |
| Niebieski                                                             | Ukończył, nie punktował (w klasyfikacji generalnej, gdy nie zdobył co najmniej jednego punktu na przestrzeni sezonu)                      |
| Czerwony                                                              | Nie zakwalifikował się (NZ) |
| Czerwony                                                              | Nie prekwalifikował się (NPK) |
| Różowy                                                                | Nie ukończył (NU) |
| Różowy                                                                | Niesklasyfikowany (NS) (w klasyfikacji generalnej, gdy nie został sklasyfikowany w żadnym wyścigu sezonu)                                 |
| Czarny                                                                | Zdyskwalifikowany (DK) |
| Czarny                                                                | Wykluczony (WYK/EX) |
| Biały                                                                 | Nie wystartował (NW) |
| Biały                                                                 | Kontuzjowany (K/INJ) |
| Biały                                                                 | Wyścig odwołany (OD/C) |
| Bez koloru                                                            | Został wycofany (WYC/WD) |
| Bez koloru                                                            | Nie przybył (NP/DNA) |
| Bez koloru                                                            | Nie brał udziału w treningach (NT/DNP) |
| Bez koloru                                                            | Nie został zgłoszony (–) |
| Pogrubienie                                                           | Start z pole position |
| Kursywa                                                               | Najszybsze okrążenie wyścigu |
| †                                                                     | Nie ukończył, ale jego rezultat został zaliczony ze względu na przejechanie więcej niż 90% dystansu wyścigu.                              |
| *                                                                     | Sezon w trakcie |
| 1/2/3                                                                 | Punktowana pozycja w sprincie kwalifikacyjnym                                                                                             |
| Lista systemów punktacji Formuły 1                                    | |

### Mistrzostwa Świata Formuły 1
| Rok  | Zespół          | Samochód          | Silnik             | Wyniki w poszczególnych eliminacjach | Wyniki w poszczególnych eliminacjach | Wyniki w poszczególnych eliminacjach | Wyniki w poszczególnych eliminacjach | Wyniki w poszczególnych eliminacjach | Wyniki w poszczególnych eliminacjach | Wyniki w poszczególnych eliminacjach | Wyniki w poszczególnych eliminacjach | Wyniki w poszczególnych eliminacjach | Pkt. | Msc. |
| ---- | --------------- | ----------------- | ------------------ | ------------------------------------ | ------------------------------------ | ------------------------------------ | ------------------------------------ | ------------------------------------ | ------------------------------------ | ------------------------------------ | ------------------------------------ | ------------------------------------ | ---- | ---- |
| 1952 |                 |                   |                    | Szwajcaria                           | Stany Zjednoczone                    | Belgia                               | Francja                              | Wielka Brytania                      |                                      | Holandia                             | Włochy                               |                                      | 0    | NS   |
| 1952 | Iddings         | Ferrari 375S      | Ferrari 4,4 V12    | -                                    | NZ                                   | -                                    | -                                    | -                                    | -                                    | -                                    | -                                    |                                      | 0    | NS   |
| 1953 |                 |                   |                    | Argentyna                            | Stany Zjednoczone                    | Holandia                             | Belgia                               | Francja                              | Wielka Brytania                      |                                      | Szwajcaria                           | Włochy                               | 0    | NS   |
| 1953 | Lindsey Hopkins | Moore             | Offenhauser 4,5 R4 | -                                    | NZ                                   | -                                    | -                                    | -                                    | -                                    | -                                    | -                                    | -                                    | 0    | NS   |
| 1954 |                 |                   |                    | Argentyna                            | Stany Zjednoczone                    | Belgia                               | Francja                              | Wielka Brytania                      |                                      | Szwajcaria                           | Włochy                               |                                      | 0    | NS   |
| 1954 | Danny Oakes     | Ferrari 375S      | Ferrari 4,4 V12    | -                                    | NZ                                   | -                                    | -                                    | -                                    | -                                    | -                                    | -                                    | -                                    | 0    | NS   |
| 1954 | Micro-Nut       | Kurtis Kraft 4000 | Offenhauser 4,5 R4 | -                                    | NZ                                   | -                                    | -                                    | -                                    | -                                    | -                                    | -                                    | -                                    | 0    | NS   |